# Zuid-West-Vlaanderen
Zuid-West-Vlaanderen is een van de 15 referentieregio's in het Vlaams Gewest (België) en bevindt zich in het (zuid-)oosten van de Belgische provincie West-Vlaanderen. De regio bestaat uit de gemeenten van het arrondissement Kortrijk + Wervik. De regio is de tweede drukst bevolkte regio van het Vlaams Gewest.

## Gemeenten
De volgende 13 gemeenten maken deel uit van de Regio Zuid-West-Vlaanderen:
- Anzegem
- Avelgem
- Deerlijk
- Harelbeke
- Kortrijk
- Kuurne
- Lendelede
- Menen
- Spiere-Helkijn
- Waregem
- Wervik
- Wevelgem
- Zwevegem

## Geschiedenis

### 2009-2014: project 'Interne Staatshervorming'
In het Vlaams regeerakkoord van de regering-Peeters II, werd voor het eerst aangekondigd dat er een zogenaamde interne staatshervorming zou komen met als doel de efficiëntie van de interne bestuurlijke organisatie van Vlaanderen te optimaliseren. De 'bestuurlijke verrommeling' werd aangehaald als een van de oorzaken van de inefficiëntie die de Vlaamse Regering wilde aanpakken.

### 2014-2019: project 'Afslanking van de provincies'
In het Vlaams regeerakkoord van de regering-Bourgeois werd de afslanking van de provincies aangekondigd. Het doel van dit project is om te besparen in het aantal intercommunale samenwerkingsverbanden. Gemiddeld heeft een gemeente 68 samenwerkingsverbanden, telkens met een eigen structuur, mandaten, administratie enz. Zo zijn oa. volgende intercommunales actief in de regio:
- Intercommunale Leiedal (socio-economische en ruimtelijke ontwikkeling)
- Imog (afvalverwerking)
- W13 (welzijnsbeleid)

### 2019-nu: Toekenning en invoering referentieregio's
Op 9 oktober 2020, keurde de Vlaamse regering een kadernota goed die de visie op de nieuwe regiovorming weergaf. In die nota werd een kaart met een aanzet tot afbakening van 13 referentieregio's. In die nota werden 3 referentieregio's voorgesteld voor de regiovorming in West-Vlaanderen: Brugge, Oostende-Midwest en Westhoek-Zuid-West-Vlaanderen. Na de publicatie kregen de lokale besturen de tijd om een advies uit te schrijven rond deze nota.
Na de feedback van de lokale besturen werd uiteindelijk beslist om 5 referentieregio's in te voeren:
- Regio Brugge
- Regio Middenkust
- Westhoek
- Midwest
- Zuid-West-Vlaanderen

Bij de officiële toekenning van de referentieregio's, kondigde de Vlaamse Regering aan dat elke gemeente 10 jaar heeft om bestaande samenwerkingsverbanden af te stellen op de nieuwe regiovorming. 
Zuid-West-Vlaanderen bestaat uit de steden en gemeenten van het arrondissement Kortrijk en de gemeente Wervik bijgerekend. Deze gemeente is dan ook lid van de Intercommunale Leiedal, al valt deze gemeente onder het arrondissement Ieper.